# Списак римских божанстава
Римска религија је постојала у античком Риму. Била је главна религија до 4. века, када ју је потиснуло хришћанство.
Сматра се да се римска религија и митологија може поделити на два дела: рана митологија је култна и врло се разликује од грчке митологије, док се у каснијем периоду римска митологија наслања на грчку и етрурску тако што од њих преузима богове којима даје своја, латинизована, имена. По осам римских божанстава названо је осам планета Сунчевог система: Меркур (гласник богова), Венера (богиња љубави), Марс (бог рата), Јупитер (врховни бог), Сатурн (Јупитеров отац), Уран (Сатурнов отац), Нептун (бог мора) и Плутон (бог подземља).
| Бог/Богиња    | Бог/Богиња                                                        |
| ------------- | ----------------------------------------------------------------- |
| Аполон        | Бог светлости (код Грка: такође Аполон)                           |
| Церес, Церера | Богиња земље (код Грка: Деметра)                                  |
| Купидон, Амор | Бог љубави (код Грка: Ерос)                                       |
| Дијана        | Богиња Месеца и лова (код Грка: Артемида)                         |
| Јунона, Јуно  | врховна богиња (код Грка: Хера)                                   |
| Јупитер       | врховни бог, бог богова (код Грка: Зевс)                          |
| Марс          | Бог рата (код Грка: Арес)                                         |
| Меркур        | Божји гласник (код Грка: Хермес)                                  |
| Минерва       | Богиња мудрости (код Грка: Атина, Атена)                          |
| Нептун        | Бог мора (код Грка: Посејдон)                                     |
| Плутон        | Бог подземног света (код Грка: Хад, или такође Плутон)            |
| Сатурн        | Бог времена, Јупитеров отац (код Грка: Крон, Хрон(ос))            |
| Венера, Венус | Богиња љубави и лепоте (код Грка: Афродита)                       |
| Веста         | Богиња огњишта (код Грка: Хестија)                                |
| Вулкан        | Бог ватре (код Грка: Хефест)                                      |
| Уран, Целус   | Бог неба, Сатурнов отац, а Јупитеров деда (код Грка: такође Уран) |

(Напомена: Ова табела приказује само главна римска божанства и њима одговарајуће грчке пандане.)
- Фаон, бог поља и заштитник стада.

Римљани су поштовали и многа божанства покорених народа. Нека од најпознатијих јесу: Јанус (бог врата и времена, некада врховни бог, пре Јупитера), Митра (бог рата и победе из Персије), Фортуна (богиња среће), Кибела (велика мајка из Фригије, мајка свих богова и људи), Флора (богиња пролећа и цвећа), Изида (богиња цивилизације из Египта), Помона (богиња плодова, бербе и обиља), Епона (богиња коња из Галије), Белона (богиња битке и крвопролића), Рома (персонификација и заштитница града Рима), Квија (богиња мира, спокоја и одмора), Силван (бог шума), Либер и Либера (божанства пољопривреде и виноградарства), Квирин (бог моћи и власти, реинкарнација Ромула), лари (божанства дома и окућнице, бринули су о породици), пенати (божанства породице, радости и благостања), Фидес (богиња дате речи и заклетве), Хонос (бог части и славе), Јустиција (богиња правде), Сатурн (божанство усева преузето од Етрураца), и др.